# Cassipourea gummiflua
Cassipourea gummiflua är en tvåhjärtbladig växtart. Cassipourea gummiflua ingår i släktet Cassipourea, och familjen Rhizophoraceae.

## Underarter
Arten delas in i följande underarter:
- C. g. ex
- C. g. gummiflua
- C. g. ugandensis
- C. g. verticillata